# Pattonomys
Pattonomys é um gênero de roedor da família Echimyidae. O nome é uma homenagem ao mastozoólogo James L. Patton.

## Espécies
- Pattonomys carrikeri (J. A. Allen, 1911)
- Pattonomys flavidus (Hollister, 1914)
- Pattonomys occasius (Thomas, 1921)
- Pattonomys punctatus (Thomas, 1899)
- Pattonomys semivillosus (I. Geoffroy, 1838)